# The Legend of Zelda: Link's Awakening
The Legend of Zelda: Link's Awakening (lit. «La Llegenda de Zelda: El Despertar de Link»), conegut al Japó com a Zeruda no Densetsu Yume o Miru Shima (ゼルダの伝説 夢をみる島, lit. «La Llegenda de Zelda: L'Illa de Somni»), és un videojoc d'acció-aventura desenvolupat per Nintendo Entertainment Analysis and Development i publicat per Nintendo per la videoconsola portàtil Game Boy. Fou llançat al Japó el 6 de juny de 1993 i més tard aquell mateix any a Nord-amèrica i a Europa. Fou el quart lliurament oficial de la sèrie The Legend of Zelda i el primer per videoconsola portàtil.
Link's Awakening començà com una ampliació del títol per Super Nintendo The Legend of Zelda: A Link to the Past, desenvolupat en el temps lliure dels programadors, però acabà evolucionant en un projecte original sota la direcció de Takashi Tezuka i amb la història i guions de Yoshiaki Koizumi i Kensuke Tanabe. És un dels pocs jocs de Zelda que no té lloc en la terra fictícia de Hyrule, no apareix la Princesa Zelda (encara que s'esmenta una vegada), no es mostra la relíquia dita Triforça i que no s'enfronta al principal antagonista de la sèrie, Ganon. En comptes d'això, Link, el personatge del jugador, apareix al començar la partida amb la barca en la qual viatjava encallada en l'Illa Koholint arran d'una tempesta. Després de saber que l'illa estava custodiada per una misteriosa criatura dormida, dita Peix Vent, Link lluita contra monstres i resol trencaclosques amb la finalitat de trobar vuit instruments musicals que la despertaran. Si no ho fa, Link quedarà atrapat en l'Illa Koholint per a sempre.
Link's Awakening fou èxit crític i comercial. Els crítics n'elogiaren la profunditat així com un seguit de trets del videojoc; les queixes se centraren en el sistema de control i els gràfics monocromàtics. El 1998 aparegué un remake del joc titulat The Legend of Zelda: Link's Awakening DX per Game Boy Color que comptava amb gràfics en color, compatibilitat amb el Game Boy Printer i una masmorra exclusiva basada en el color. Entre les dues sumen més de sis milions de còpies venudes arreu del món i sovint han aparegut en llistes de millors videojocs de tots els temps.